# جيمس ديني
جيمس دينّي (بالإنجليزية: James Denny) هو غطاس بريطاني، ولد في 20 سبتمبر 1993 في ليدز في المملكة المتحدة.

## روابط خارجية
- جيمس ديني على موقع الاتحاد الدولي للسباحة (الإنجليزية)
- جيمس ديني على موقع اتحاد ألعاب الكومنولث (مؤرشف) (الإنجليزية)
- جيمس ديني على موقع دورة ألعاب الكومنولث 2014 (مؤرشف) (الإنجليزية)